# ساکوبیتریل
ساکوبیتریل (انگلیسی: Sacubitril) یک داروی ضد فشار خون که در ترکیب با والزارتان با نام تجاری Entresto به بازار عرضه می‌شود و درمانی برای نارسایی قلبی است.
ساکوبیتریل سطح برادی کینین را افزایش می‌دهد، که مسئول ادمی است که گاهی در بیمارانی که دارو مصرف می کنند، دیده می‌شود. به همین دلیل است که این دارو برای بیماران با سابقه ادم ریوی با استفاده از مهارکننده‌های ACE توصیه نمی‌شود.
مکانیسم عمل
ساکوبیتریل پیش دارویی است که با اتیل‌زدایی از راه استرازها به ساکوبیتریلات فعال می‌شود. ساکوبیتریلات آنزیم نپری‌لیزین را که مسئول تخریب پپتید ناتریورتیک دهلیزی و مغز است، دو پپتید کاهنده فشار خون که عمدتاً با کاهش حجم خون عمل می‌کنند، مهار می‌کند. افزون بر این، نپری‌لیزین انواع پپتیدها از جمله برادی‌کینین، یک واسطه التهابی را تجزیه می‌کند.